# Winterella hypodermia
Winterella hypodermia är en svampart som först beskrevs av Elias Fries, och fick sitt nu gällande namn av J. Reid & C. Booth 1989. Winterella hypodermia ingår i släktet Winterella och familjen Montagnulaceae.   Inga underarter finns listade i Catalogue of Life.
I den svenska databasen Dyntaxa används istället namnet Cryptosporella hypodermia för samma taxon.  Arten är reproducerande i Sverige.